# Traduzione artistica
Con il termine traduzione artistica si intende una traduzione da una lingua all'altra che mantenga almeno in parte le connotazioni enfatiche, poetiche o morali. Solitamente ad opera di letterati o comunque grandi conoscitori della lingua originale, le traduzioni artistiche si snodano nei campi della poesia, del romanzo e del saggio. Comunemente, queste traduzioni compaiono su libri di testo, pubblicazioni insigni quali riviste specialistiche o di settore o università.

## Premesse generali sulla traduzione artistica

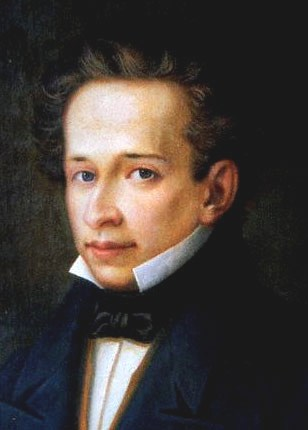

Tradurre artisticamente opere da lingue straniere presuppone una reale padronanza morfosintattica della lingua originale, nonché una grande bravura e conoscenza della propria parlata e degli idiomi. Di considerevole importanza sono nelle traduzioni gli accenti, la metrica e, nel caso del romanzo o del saggio, la conoscenza tecnica dell'argomento di cui si sta parlando.
Storicamente, ad esempio, le traduzioni dei classici greci hanno assunto un'importanza fondamentale negli iter dei poeti e dei letterati: le traduzioni d'autore sono oggi ampiamente consultate, poiché presentano numerose peculiarità, quali ad esempio la godibilità del tema, il mantenimento di espressioni e figure retoriche, nonché l'inconfondibile traccia personale del traduttore.
Infatti, la traduzione artistica, soprattutto in ambito poetico, non può non coincidere con una "modificazione" più o meno grande del significato originale. A questo proposito, molti studiosi si dichiarano contrari alla traduzione artistica, specialmente a quella in rima. Mantenere la rima dall'originale può essere distruttivo per il significato originale del testo, nonostante la bravura con cui la procedura viene svolta. A questo proposito si esprime ad esempio Giacomo Leopardi, nel Saggio di traduzione dell'Odissea:
Nel testo, Leopardi illustra come sia necessario avere dottrina per poter tradurre, e come sia facile fare una cattiva traduzione, perdere il significato poetico in mancanza di attributi linguistici e conoscenze specifiche riguardo all'argomento. Lo stesso Leopardi, che operò moltissime traduzioni poetiche dal greco, sottopone le sue traduzioni al giudizio dei dotti per evitare di cadere in errore o di interpretare male, o errare la divisione dei campi. Lo stesso Leopardi, nel Discorso sopra la Batracomiomachia, si esprime contro quanti traducano con eccessiva leggerezza, con "...il rimario alla mano, rendendo in questo modo fallace l'interpretazione del classico."
Poiché le traduzioni artistiche di testi famosi sono molte e varie, esse sono state divise in sottogeneri. Tra questi della traduzione artistica troviamo: la traduzione poetica (che mantiene la connotazione enfatica, metrica e personale del componimento) in cui rientrano le traduzioni dei classici epici quali l'Iliade, l'Odissea, l'Eneide e, in tempi ben più recenti, la Divina Commedia, la Gerusalemme liberata, l'Orlando furioso ed altri (in campo inglese troviamo Milton e Shakespeare) e la traduzione d'autore, cioè la rivisitazione in lingua di un'opera da parte di un grande poeta o letterato in genere.

## La traduzione artistica nella scienza della traduzione
Nell'Europa orientale 'traduzione artistica' è la locuzione con cui si denota la traduzione di un testo artistico, che in Europa occidentale è impropriamente chiamata 'traduzione letteraria'. Mentre nella traduzione 'letteraria' rientrano di solito tutti i tipi di traduzione editoriale (di qualsiasi tipo), la traduzione artistica è traduzione di testo d'arte (poesia, narrativa, teatro, saggistica d'autore, cinema d'arte).
L'importanza sempre maggiore della letteratura specialistica scientifica tradotta ha contribuito alla formazione dei princìpi della traduzione adeguata (riprodurre nella traduzione i tratti storici e nazionali dell'opera originale) e della concezione di ogni tipo di traduzione, di testi artistici o non artistici, come riproduzione precisa dell'originale.
In inglese parlando di literary translation ci si riferisce alla "translation of literary works (novel, short stories, plays, poems, etc). If the translation of non-literary works is regarded as a skill, the translation of fiction and poetry is much more of an art" (WordIQ Dictionary).
Nella concezione italiana la traduzione artistica è qualsiasi traduzione di un testo artistico, ossia caratterizzato da connotazione, per la quale si presta particolare attenzione al mantenimento di espressioni e figure retoriche, nonché l'inconfondibile traccia personale del traduttore.
Questo non significa che sia l'unico modo per tradurre un testo letterario, in quanto ad esempio in un testo poetico si può decidere di applicare una traduzione artistica riproducendo le rime e la metrica e le figure retoriche, modificando però in modo consistente il significato superficiale, oppure si può optare per una traduzione in cui si tralascia questa dominante a vantaggio del significato linguistico originale del testo.
La concezione linguistica del processo traduttivo si lega alle opere di Fëdorov, Vinay e Darbelnet. Gli esponenti di questa concezione ritengono che per la sua natura profonda ogni processo traduttivo rappresenti un insieme di processi linguistici creativi; ritengono inoltre che "tradurre significhi esprimere in maniera esatta e completa con gli strumenti di una lingua quello che già è stato espresso con gli strumenti di un'altra lingua mantenendo l'unità indissolubile di contenuto e forma" (Fëdorov 1958:11; Mounin 1964; Nida 1959; Wojtasiewicz 1957). Questi studiosi sono dell'avviso che la teoria della traduzione rientri tra le discipline linguistiche e affermano che, in parallelo alla teoria generale, è necessario elaborare teorie specialistiche della traduzione, condizionate, da una parte, dai tipi di testi da tradurre e, dall'altra, dalle varie combinazioni linguistiche. Di conseguenza analizzano la traduzione di testi artistici, trattati soprattutto come caso particolare del concetto generale di traduzione, come un campo specifico, borderline, nel quale si intrecciano e si compenetrano reciprocamente elementi di linguistica e di teoria della letteratura.
Questa concezione non ha però incontrato l'appoggio di tutti i traduttori di testi artistici, i quali ritenevano che "sottolineando la natura linguistica del processo traduttivo, gli autori citati ignoravano la sua natura creativa e si sono impegnati nel ridar vita, sulla base della traduzione adeguata, all'antica concezione estetica della traduzione del testo artistico" (Lûdskanov 2008:18). Hanno sviluppato così una concezione diversa di traduzione chiamata 'teorico-letteraria'. Parlando di 'traduzione' questi esponenti si riferiscono unicamente alla traduzione interlinguistica di testi artistici; per loro la traduzione è un tipo specifico di attività testuale creativa, molto diversa rispetto agli altri generi di traduzione considerati processi linguistici non creativi.
Partendo da questo punto di vista si può generalizzare il concetto dicendo che secondo questi autori la traduzione artistica è un aspetto dell'attività letteraria e di conseguenza presuppone e necessita un approccio letterario (il traduttore deve tenere conto di un gran numero di fatti extralinguistici – stile, credo letterario, contesto emozionale, ecc. – per far sì che il metatesto susciti nel lettore le stesse percezioni estetiche suscitate dal prototesto), mentre quello linguistico, adatto alla traduzione non artistica, se applicato alla traduzione artistica non può che condurre al formalismo.